# Scènes de la vie de saint Zénobe

Les Scènes de la vie de saint Zénobe est une série de quatre peintures de Sandro Botticelli exécutées entre 1500 et 1505.
Les quatre panneaux sont répartis entre la National Gallery, à Londres, pour les deux premiers, le Metropolitan Museum of Art, à New York, pour le troisième, et enfin la Gemäldegalerie Alte Meister, à Dresde, pour le dernier.

## Historique
La série de quatre panneaux était probablement destinée à la décoration des panneaux de coffres de mariage  (cassone), de hauts ou de pieds de lit, ou de dossiers de bancs d'une habitation privée ou encore de sièges d'une confraternité.  Les sources proviennent de la Vita di san Zanobi de Fra Clemente Mazza, publiée pour la première fois en 1487.  Ces panneaux font partie des dernières œuvres de l'artiste.

## Thème
Sandro Botticelli a décrit la vie et l'œuvre de Zénobe (337-417), premier évêque de Florence, dans quatre tableaux, se déroulant après le premier épisode de sa vie où il refuse l'épouse que lui destinaient ses parents et où il quitte la maison familiale. Les quatre scènes peintes décrivent son baptême, son ordination sacerdotale, ses miracles et sa mort.

## Description

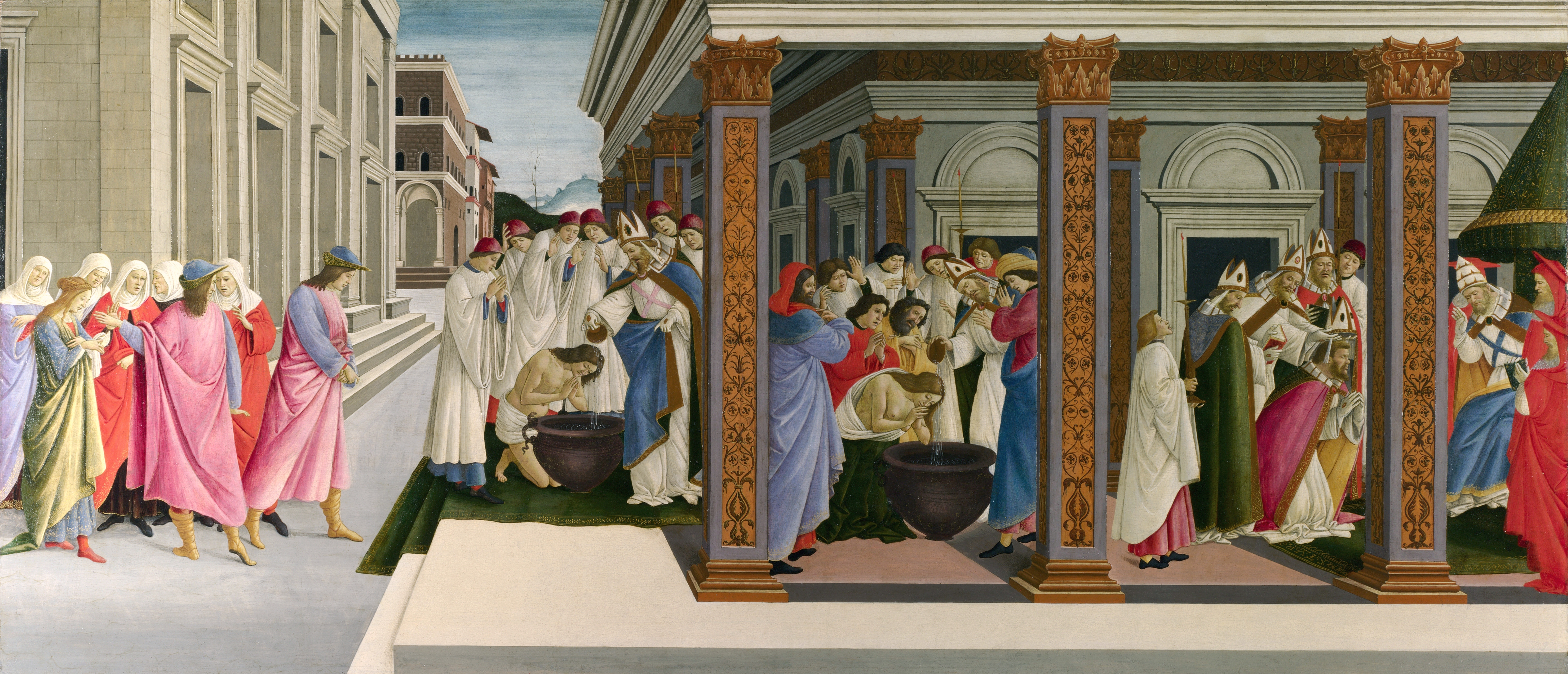
Le Baptême de Zénobe et son Ordination en tant qu'évêque.

### Le Baptême de Zénobe et son Ordination en tant qu'évêque
Premier tableau exécuté a tempera sur bois  (66,5 × 149,5 cm) conservé à la National Gallery à Londres :
Dans la première scène de cette composition on voit Zénobe à gauche qui renonce à son épouse afin d'être baptisé par Théodose, légendaire évêque florentin. Les deux autres montrent le baptême de Zénobe puis de sa mère et l'ordination de Zénobe comme évêque de Florence par le pape.
Les scènes se déroulent devant un ensemble architectural bien défini :  Les actions préliminaires se déroulent à gauche, à l'extérieur et la suite à droite sous les trois arcades d'une loggia. Les ressemblances de certaines figures comme la structure identique des deux baptêmes créent un ensemble rythmique typique de la production tardive de l'artiste. La construction est caractérisée par la perspective, surtout la rue citadine avec les édifices de style Renaissance qui se perd au loin dans un paysage bleuté.

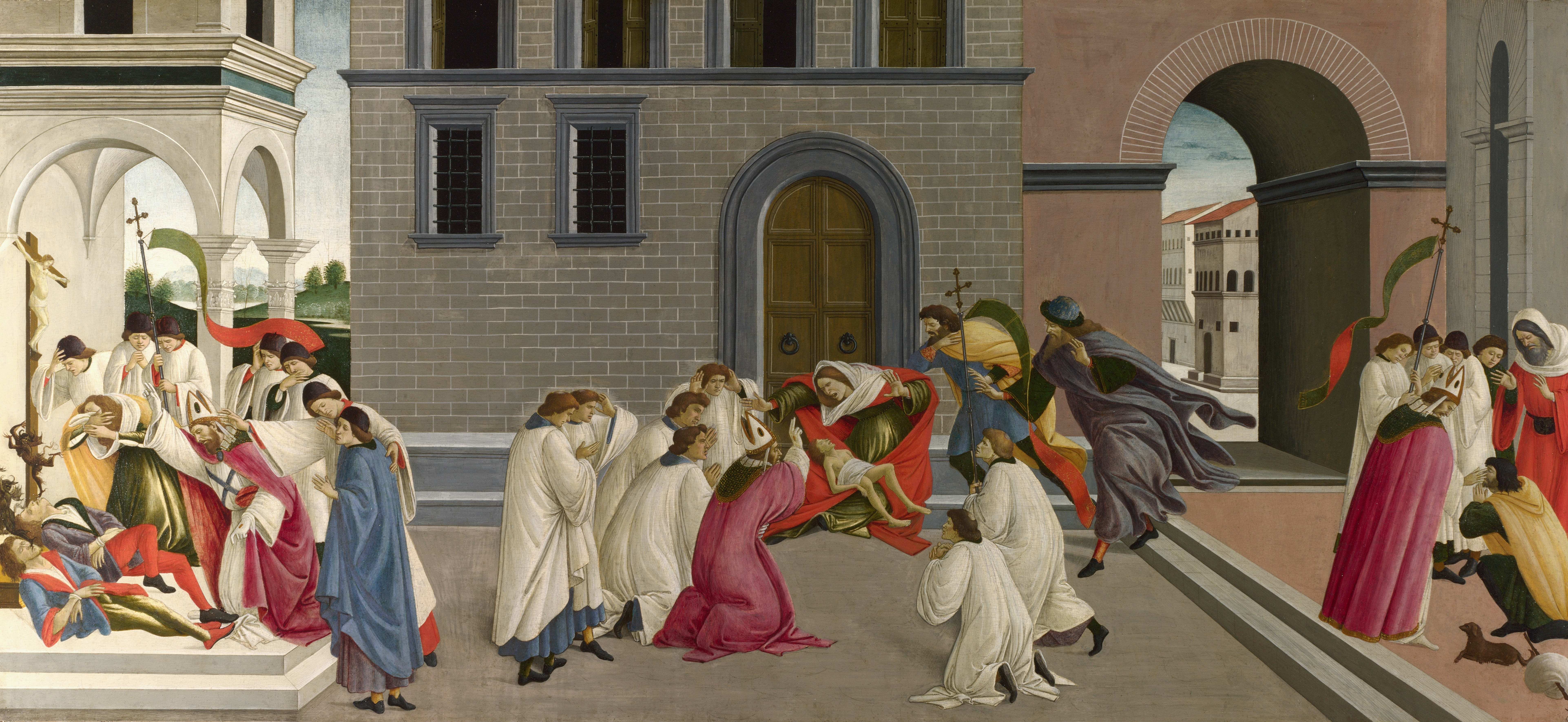
Trois Miracles de saint Zénobe.

### Trois Miracles de saint Zénobe
Deuxième tableau a tempera sur bois  (65 × 39,5 cm) est conservé à la National Gallery à Londres.
Dans ce panneau on voit trois scènes miraculeuses de saint Zénobe : À gauche, l'exorcisme de deux jeunes hommes possédés par le diable par la malédiction de leur mère ; après avoir prié la croix, il les bénit, et les diables sortent par leurs bouches ; au centre en vis-à-vis façade, la résurrection du fils d'une pèlerine française à Rome ; à droite le retour à la vie d'un païen aveugle à genoux avec son chien qui avait promis de se convertir au christianisme.
La scène se déroule devant un décor architectural constitué de palais. Les actes ont respectivement lieu, à gauche, devant une loggia blanche qui laisse entrevoir un doux paysage constitué de collines ; au milieu, devant la façade d'un palais aux pierres marquées ; à droite,  devant un arc rosé dans lequel on voit une rue bordée d'édifices. L'action est caractérisée par les gestes dramatiques et par les lignes avec une coloration étincelante et les profils coupants des drapés rappelant les styles du Quattrocento florentin, selon un style volontairement archaïque typique des dernières productions de l'artiste. Certains aspects sont d'un fort expressionnisme comme la grimace désespérée  et les pleurs   de la mère de l'enfant mort ou les personnes qui se couvrent le visage épouvantés par l'apparition des diables sortant de la bouches des jeunes exorcisés.

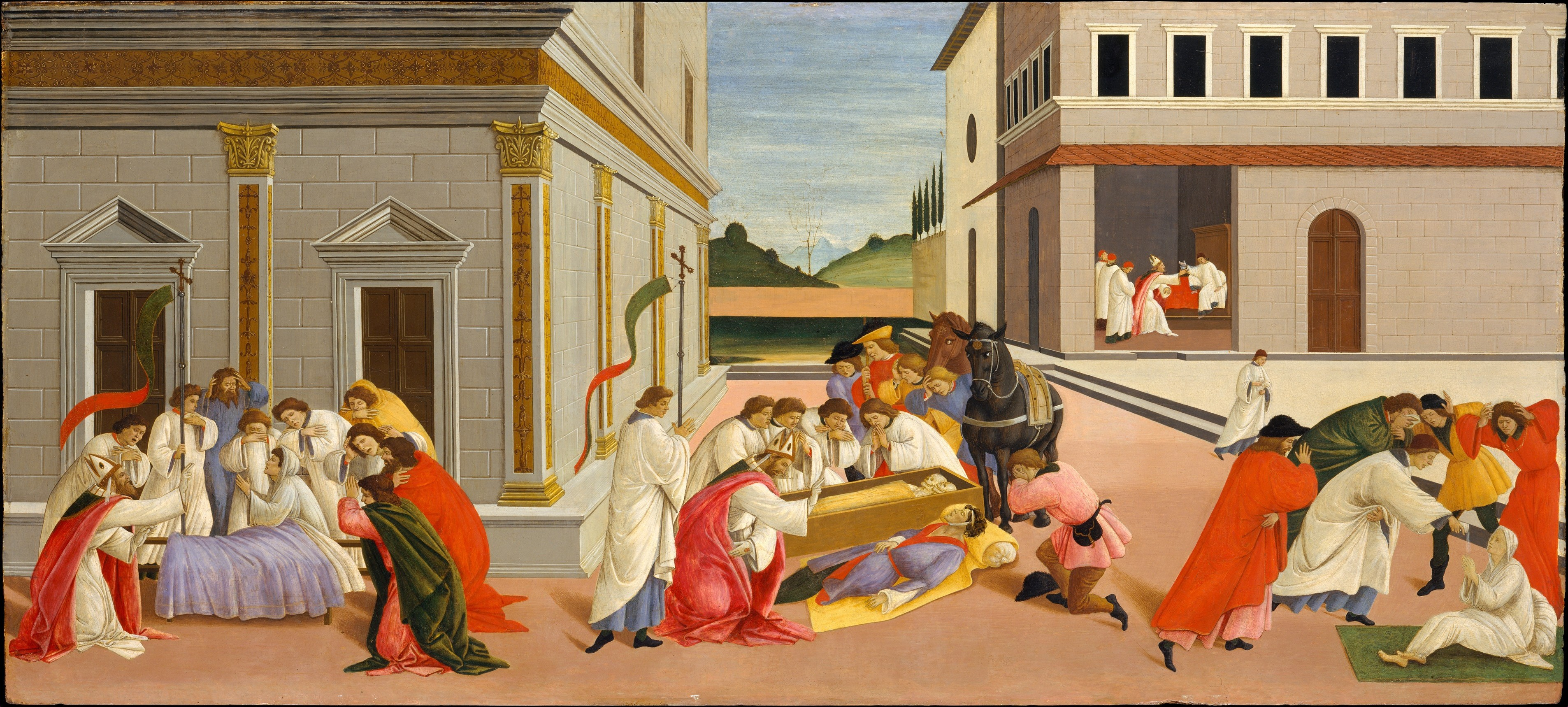
Trois Miracles de saint Zénobe.

Troisième tableau exécuté a tempera sur bois  (67,3 × 150,5 cm) conservé au Metropolitan Museum of Art, New York.
La composition se déroule entre  deux  palais placés respectivement de chaque côté, avec une perspective centrale sur le paysage, une esplanade dégagée à droite pour ouvrir davantage d'espace pour le déroulement de deux scènes, une extérieure et une intérieure ; La narration est vivace, bien calibrée dans l'interaction entre les diverses scènes, avec certains passages très expressifs comme la stupeur des spectateurs assistant aux miracles.
Trois actes miraculeux figurent dans le panneau : À gauche l'évêque rencontre un cortège funèbre et ressuscite un jeune homme mort devant une foule stupéfaite ; au centre il fait revivre un homme tué alors qu'il transportait des reliques données par saint Ambroise, et son corps est allongé à l'identique des deux corps momifiés des saints dans un cercueil ; en arrière-plan dans un  intérieur visible à travers le mur, saint Eugène reçoit eau et sel bénis par Zénobe, et, au premier plan, il court les utiliser afin de ressusciter un de ses parents défunts.
La composition typique de la dernière période artistique de l'artiste, tourne vers des scènes plus abstraites et mystiques avec des couleurs vives et profils anguleux et irréels des drapés rappelant les exemples du style volontairement archaïque du Quattrocento florentin de Fra Angelico et  Lorenzo Monaco.

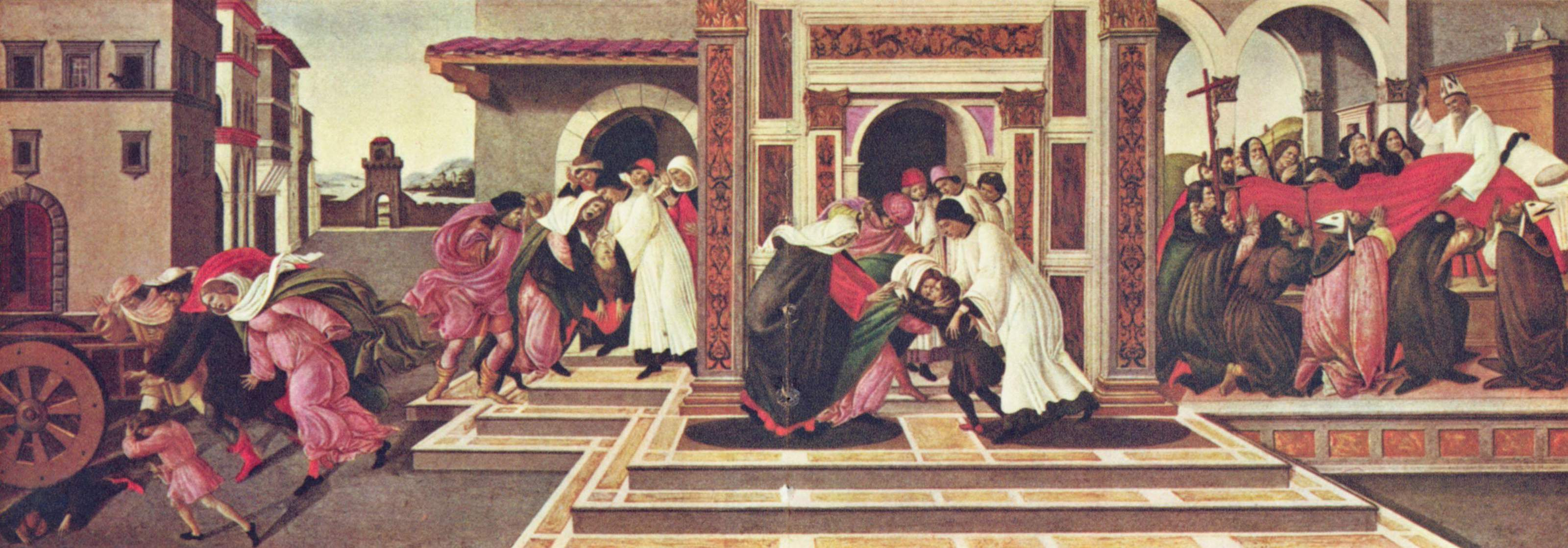
Le Dernier Miracle et la Mort de saint Zénobe.

### Le Dernier Miracle et la Mort de saint Zénobe
Quatrième tableau exécuté a tempera sur bois  (66 × 182 cm) conservé à la Gemäldegalerie, Dresde.
La panneau expose plusieurs  ensembles architecturaux : une enfilade de façades à gauche ouvrant sur une poterne et un paysage lacustre,  au centre l'entrée de la maison de saint Zénobe et un palais aux pilastres marquetés, à droite  la chambre du saint sur fond de loggia.
Les « actes » exposent à gauche un enfant qui a été renversé par un char devant une foule consternée ; sa mère, éplorée, porte l'enfant mort au diacre de saint Zénobe qui le fait ressusciter au centre ; le miracle est suggéré car le saint n'est pas visible, seul son diacre accompagne l'enfant dans l'habitation ; sur la droite enfin on voit Zénobe désormais âgé allongé sur son lit de mort bénissant ceux qui prient agenouillés à ses côtés.
La narration est vivace et bien calibrée dans l'interaction entre les diverses scènes. Quelques passages proposent des scènes très expressives accentuées par des gestes dramatiques comme l'incident et le transport précipité de l'enfant mort.
Les drapés unis aux couleurs vives et brillantes et au ton abstrait de l'architecture rappellent les exemples du Quattrocento florentin, selon un style volontairement archaïque typique de la dernière production de l'artiste. Certains détails sont du pur réalisme : la objets quotidiens au-dessus du dossier du lit de Zénobe ou le passage d'un chat sur corniche du palais de gauche.

## Sources
- Voir liens externes